# Camden (Mississippi)
Camden város az USA Mississippi államában, Madison megyében. 

## Népesség
A település népességének változása: